# Datation par un isotope cosmogénique
La datation par un isotope cosmogénique est une méthode de datation qui exploite les nucléides cosmogéniques (produits par les rayons cosmiques) que l'on retrouve à l'état de traces dans l'environnement. Elle permet de mesurer l'âge d'exposition des échantillons, c'est-à-dire le temps depuis lesquels ils sont exposés au rayonnement cosmique.
Les principaux nucléides cosmogéniques employés sont le tritium (3H), le béryllium 10 (10Be), le carbone 14 (14C), le néon 21 (21Ne), l'aluminium 26 (26Al) et le chlore 36 (36Cl).

## Paramètres
Les taux de production dépendent :
- de l'altitude ;
- de la latitude ;
- de la profondeur (épaisseur de roche, d'eau et/ou de neige au-dessus de l'échantillon) ;
- de l'angle d'incidence (angle entre la verticale et l'échantillon) ;
- du masquage lié à la topographie (falaise, montagne…) ;
- de la nature des rayons cosmiques impliqués (le carbone 14 est issu de rayons d'origine galactique, le silicium 32 de rayons d'origine solaire[1]).

La production de ces isotopes décroît de façon exponentielle avec la profondeur, et peut être considérée comme négligeable vers 2 à 3 m sauf s'il existe d'autres sources de l'isotope considéré (c'est le cas du chlore 36 par exemple).

## Détermination d'un âge
La mesure de la concentration d'éléments cosmogéniques permet, connaissant le taux de production, de déterminer l'âge du début de l'exposition. Ces isotopes étant radioactifs (hormis le 3He qui est l'isotope stable du 4He), il faut considérer la décroissance radioactive dans les calculs, sauf si l'âge d'exposition est très inférieur à la demi-vie.
L'utilisation de ce type de méthodes nécessite une connaissance fine du cycle des éléments considérés depuis l'atmosphère vers les étendues d'eau et le sol, ainsi que les différences éventuelles de comportement entre les isotopes d'un même élément : si le cycle du carbone est sensiblement le même pour les isotopes stables que pour le carbone 14, ce n'est en général pas le cas du béryllium ou de l'aluminium.
Une autre possibilité est de chercher à identifier un événement de Miyake, c'est-à-dire un pic d'abondance caractéristique d'une année, principalement celui de carbone 14 en 774 ou celui de l'an 993, puis de s'en servir comme d'un point de repère en lien avec une autre méthode comme la dendrochronologie.

## Amplitude
La datation par un isotope cosmogénique permet d'explorer des âges de quelques années (par exemple pour la datation par le tritium) à 1 million d'années environ (comme la datation par le chlore 36). La méthode la plus connue, la datation par le carbone 14, permet quant à elle la détermination d'âges allant de quelques siècles à environ 50 000 ans.

## Applications
La méthode a permis en 2015 au géoarchéologue Laurent Bruxelles (Prix La Recherche 2015) de repousser la datation du fossile Little Foot de 2,2  à   3,67 millions d'années.
Cette méthode est notamment utilisée, :
- en paléosismologie, pour dater une surface décalée par une faille ;
- en géomorphologie,
  - pour calculer des taux d'érosion (en utilisant un couple d'isotopes et leurs demi-vies respectives) ;
  - pour obtenir l'âge d'une terrasse fluviatile, d'une moraine ou de toute autre formation ;
- en paléoglaciologie, pour estimer une déglaciation (l'exposition commence quand la glace ne recouvre plus la roche) ;
- en astronomie, pour dater les chutes de météorites sur Terre (les rayons cosmiques y créent beaucoup plus d'isotopes cosmogéniques dans le milieu interplanétaire que sur Terre)[7].